# Serie A 2011-12
La Serie A 2011-12 (coneguda com la Sèrie A TIM pels seus patrocinadors principals) va ser la 110a edició de la Lliga italiana de futbol i la 80a temporada d'ençà que es disputa en sistema de lliga i la segona des de la seva organització sota un comitè de lliga independent de Sèrie B. Va començar el 3 de setembre de 2011 i va acabar el 13 de maig de 2012. La lliga estava prevista inicialment per començar el 27 d'agost, però es va retardar a causa d'una vaga dels jugadors.

## Resultat
El títol de lliga el va guanyar la Juventus, sent el seu 28è títol oficial de la Sèrie A o scudetto, i primer des de la Serie A 2002–03. L'equip va completar la temporada invicte, convertint-se en el primer equip a fer-ho en una temporada de lliga de 38 partits a Itàlia; Perusa va quedar invicta a la Sèrie A de 30 partits de 1978–79, en què va acabar segon a la taula, mentre que el Milan va quedar invicte i va guanyar el títol a la Sèrie A de 34 partits de 1991–92.
Atès que Itàlia va baixar del tercer al quart lloc en el rànquing de coeficients d'associació de la UEFA al final de la temporada 2010-11, la lliga va perdre una plaça a la fase de grups per a la Lliga de Campions de la UEFA de la temporada 2012-13.

## Canvis de regles
L'estiu de 2011 es van revisar les normes per al registre de nacionals no comunitaris (o no membres de l'EFTA o suïssos) transferits des de l'estranger. Els clubs ara podrien fitxar dos jugadors no comunitaris. Aquesta va ser un revés a la decisió presa l'estiu anterior arran del fracàs d'Itàlia al Mundial de 2010 que va limitar els clubs a fitxar només un d'aquests jugadors.

## Classificació
- Font: www.resultados-futbol.com/serie_a2012'